# Pyrausta cinnamomealis
Pyrausta cinnamomealis is een vlinder van de familie van de grasmotten (Crambidae). De wetenschappelijke naam van deze soort is voor het eerst voorgesteld als Rhodaria  cinnamomealis door Hans Daniel Johan Wallengren in een publicatie uit 1860.
De soort komt voor in Zuid-Afrika.